# Кристина Шарлотта Вюртембергская
Кристи́на Шарло́тта Вюртембе́ргская (нем. Christine Charlotte von Württemberg, в.-фриз. Kristine Sjarlotte fan Wuertemberch; 21 октября 1645, Штутгарт, герцогство Вюртемберг — 16 мая 1699, Бруххаузен-Фильзен, графство Хойя) — принцесса из Вюртембергского дома, дочь герцога Вюртемберга Эберхарда III. Супруга князя Георга Кристиана; в замужестве — княгиня Остфрисланда.
С 1665 по 1690 год являлась регентом княжества Остфрисланд. Проводила политику направленную на установление в княжестве абсолютистского правления.

## Происхождение
Родилась в Штутгарте 21 октября 1645 года. Она была дочерью герцога Вюртемберга Эберхарда III и его первой супруги Анны Катарины Доротеи Сальм-Кирбургской, графини из дома Сальмов. По отцовской линии приходилась внучкой герцогу Вюртемберга из Вюртембергского дома Иоганну Фридриху и Барбаре Софии Бранденбургской, принцессы из дома Гогенцоллернов. По материнской линии была внучкой графа Сальм-Кирбурга Иоганна Казимира и Доротеи Сольмс-Лаубахской, графини из дома Сальмов. Современники описывали Кристину Шарлотту как красивую и образованную принцессу. 

## Брак и потомство
В Штутгарте 4, 10 или 14 мая 1662 года Кристина Шарлотта Вюртембергская сочеталась браком с князем Остфрисланда Георгом Кристианом (6 февраля 1634 — 6 июня 1665). В семье князя и княгини родились три ребёнка — две дочери и сын:
- Эбергардина София Кристиана (25 марта 1663 — 10 июля 1664), княжна Остфрисланда;
- Юлиана Шарлотта (3 января 1664 — 3 июня 1666), княжна Остфрисланда;
- Кристиан Эберхард (1 октября 1665 — 30 июня 1708), с 1665 года князь Остфрисланда под именем Кристиана Эберхарда Миролюбивого, 3 мая 1685 года в Байройте сочетался первым браком с Эбергардиной Софией Эттингенской (16 августа 1666 — 30 октября 1700), графиней из дома Эттингенов, вторым морганатическим браком с Анной Юлианой фон Кляйнау[нем.] (29 сентября 1674 — 23 сентября 1727), госпожой Сандхорст.

6 июня 1665 года ,беременная третьим ребёнком, Кристина Шарлотта овдовела. Через четыре месяца после смерти мужа она родила сына, который сразу после рождения стал новым князем Остфрисланда.

## Регентство
Вдовствующая княгиня стала регентом при несовершеннолетнем сыне, князе Кристиане Эберхарде. 22 декабря 1666 года она заключила с графством Ольденбург договор о границе, так называемой Золотой линии, которая и сегодня разделяет Ольденбург и Остфрисланд. В 1667 году обострились отношения вдовствующей княгини с деверем, которого она отстранила от правления, исключив из регентского совета. Только внезапная смерть Эдцарда Фердинанда в январе 1668 года не дала перерасти семейному конфликту в гражданский. 
Кристина Шарлотта стремилась установить в княжестве абсолютистское правление, что привело к конфликту с сословиями, которые контролировали налоги и расходы на армию. В борьбе с сословиями вдовствующая княгиня опиралась на поддержку двух других членов регентского совета — герцога Брауншвейг-Люнебурга Георга Вильгельма и курфюрста Ганновера Эрнста Августа. Последние согласились оказать ей военную помощь. В ответ сословия начали формировать ополчение, готовясь к вооружённой борьбе. От гражданской войны в начале 1670-х годов Остфрисланд спасло вмешательство Республики Соединённых провинций, выступавшей в роли традиционного арбитра во внутренних спорах в соседнем княжестве. Под давлением нидерландцев Кристине Шарлотте пришлось свернуть конфликт. А в 1677 году император Священной Римской империи поставил окончательную точку в споре, подтвердив привилегии сословий Остфрисланда, записанные в основном законе княжества. 8 ноября 1678 года вдовствующая княгиня и представители сословий заключили соглашение.
Но Кристина Шарлотта не отказалась от внутренней политики, направленной на укрепление княжеской власти. Она начала административную и судебную реформы, назначая на важные государственные посты иностранцев, которым платила хорошую зарплату. Таким образом вдовствующая княгиня стремилась сформировать лояльную бюрократию, необходимую ей для реализации собственных целей. Однако и в этом случае она столкнулась с ожесточённым сопротивлением со стороны сословий, опасавшихся утраты своих привилегий. Провальной оказалась и религиозная политика Кристины Шарлотты, которая покровительствуя лютеранам в Лере и Эмдене, приобрела себе противников в лице местных кальвинистов.
Конфликт между вдовствующей княгиней и сословиями обострился настолько, что последние отказались признавать над собой власть правителей из дома Кирксена и в 1683 году заключили соглашение с курфюрстом Бранденбурга Фридрихом Вильгельмом. В конце 1684 года Кристина Шарлотта была вынуждена покинуть Аурих. Она прибыла к имперскому двору в Вене, где безуспешно пыталась отстаивать собственные интересы в конфликте с сословиями. В 1688 году император поддержал противников Кристины Шарлотты и досрочно объявил совершеннолетним её сына, князя Кристиана Эберхарда. Ещё год вдовствующая графиня тянула со своей отставкой, не возвращаясь в Остфрисланд. Наконец, осенью 1689 года она прибыла в Аурих, и 23 марта 1690 года молодой князь приступил к самостоятельному правлению.

## Поздние годы
Передав правление сыну, Кристина Шарлотта переехала в свой виттум в замок Берум, который для неё перестроили во дворец в стиле барокко. Здесь она провела последние годы жизни, часто выезжая в гости к многочисленным родственникам и друзьям. Вдовствующая графиня была очень привязана к семье; она постоянно переписывалась с родными. Кристина Шарлотта умерла в Бруххаузене в графстве Хойя 16 мая 1699 года, когда гостила у своей давней подруги, курфюрстины Софии Ганноверской. Неприязнь к покойной со стороны сословий была настолько сильной, что несколько общин Остфрисланда отказались от чтения эпитафии в память об усопшей. Останки вдовствующей княгини были погребены в кирхе Святого Ламберта.